# COROT-7b
COROT-7b (dříve nazývaná COROT-Exo-7b) je první objevená extrasolární kamenná planeta. Objevena byla 3. února 2009 kosmickým dalekohledem COROT. Obíhá hvězdu Corot-7 nacházející se v souhvězdí Jednorožce ve vzdálenosti asi 490 ly od Země. Planeta CoRoT-7 b má průměr jen asi 1,6 násobek průměru Země a hmotnost 30×1024 kg (asi 5 hmotností Země). Obíhá kolem svého slunce ve vzdálenosti jen 0,017 AU s dobou oběhu asi 20,4 hodin. Teplota na jejím povrchu se odhaduje na 1 000 až 1 500 °C.
U hvězdy Corot-7 byla později objevena ještě planeta CoRoT-7 c, která ji obíhá ve větší vzdálenosti, asi 0,04 AU.